# Alla Sjelest
Alla Jakovlevna Sjelest, född 19 februari 1919 i Smolensk, Ryssland, död 7 december 1998 i Sankt Petersburg, Ryssland, var en rysk ballerina och koreograf.
Sjelest studerade balett för Jelizaveta Gerdt och senare för Agrippina Vaganova. Trots att hon ännu inte hade avlagt examen fick Sjelest 1936 möjlighet att dansa framträdande roller i Perrots och Petipas Esmeralda samt Tjajkovskijs Törnrosa. Som examensprov 1937 dansade Shelest titelrollen i Lavrovskijs balett Katerina och gjorde succé.
Före andra världskrigets utbrott 1939 hann Shelest dansa ett flertal klassiska baletter, bland andra Giselle och Bronsryttaren. 1942 gjorde hon en av sina paradroller, Zarema i Springbrunnen i Bachtjisaraj. Efter kriget fortsatte hon att fira triumfer på balettscenen. 1953 reste Sjelest och en liten grupp med dansare till England under fem veckor för att framföra bland annat Svansjön och Törnrosa. Under denna korta turné hade Sjelest stor publikframgång. 
1956 gjorde Sjelest en enastående rolltolkning som Aegina i Leonid Jakobsons version av Spartacus. Hon ansågs ha en exceptionell dramatisk talang, vilken i synnerhet kommer till sin rätt i baletter som Giselle och Stenblomman.
Efter att ha dragit sig tillbaka från balettscenen producerade hon ett flertal baletter, bland annat i Sovjetunionen och Italien. Dessutom instruerade hon flera yngre ballerinor.